# ال-۴۰ متا سکول
ال-۴۰ متا سکول (به انگلیسی: Orličan_L-40_Meta_Sokol) یک هواگرد ملخ‌پیشین تک‌موتوره از نوع تفریحی ساخت شرکت Orličan است. هواگرد ال-۴۰ متا سکول نخستین پروازش را در ۲۹ مارس ۱۹۵۶ میلادی انجام داد. در مجموع، تعداد ۱۰۶ فروند از این هواگرد ساخته شده‌است.